# Bergartillerie
Het kampement Bergartillerie ook bekend als de Mobiele Artillerie in Tjimahi, was tijdens de Japanse bezetting van Nederlands-Indië in de periode van 9 maart 1942 tot 7 januari 1943 een interneringskamp. In de latere oorlogsjaren is het niet meer als burgerkamp in gebruik genomen.
Het artillerie kampement lag ten noorden van de spoorlijn die Tjimahi doorsneed en ten oosten van het infanteriekampement 4de en 9de Bataljon. Het was een barakken kampement en werd omheind door prikkeldraad.